# Michaele Schreyer
Michaele Schreyer (Keulen, 9 augustus 1951) is een Duitse politicologe en politica voor Bündnis 90/Die Grünen. Van 1999 tot 2004 was zij Eurocommissaris voor begroting in de Commissie-Prodi.
Schreyer behaalde in 1976 een graad in economie en sociologie aan de Universiteit van Keulen. In 1983 promoveerde zij in de politieke wetenschappen op een onderzoek naar 'overdrachtsbeleid en fiscaal federalisme'. Ze werkte vervolgens aan universiteiten in Keulen en Berlijn.
Schreyer zat van 1989 tot 1999 in het Berlijn parlement, waar ze onder andere huisvesting en begrotingszaken onder haar hoede had.
Van september 1999 tot november 2004 was zij binnen de Europese Commissie verantwoordelijk voor begrotingszaken. Ook was zij verantwoordelijk voor de Europese fraudedienst OLAF.
Heden ten dage is ze werkzaam als vicevoorzitter van de Europese Beweging Duitsland en op politicologisch gebied.
 Joaquín Almunia ·  Michel Barnier* ·  Jacques Barrot ·  Frits Bolkestein ·  Philippe Busquin* ·  David Byrne ·  Anna Diamandopoulou* ·  Stavros Dimas ·  Franz Fischler ·  Neil Kinnock ·  Pascal Lamy ·  Erkki Liikanen* ·  Louis Michel ·  Mario Monti ·  Poul Nielson ·  Loyola de Palacio ·  Christopher Patten ·  Romano Prodi ·  Viviane Reding ·  Olli Rehn ·  Michaele Schreyer ·  Pedro Solbes* ·  Günter Verheugen ·  António Vitorino ·  Margot Wallström 
  * afgetreden  
 
 Gastcommissarissen:  Péter Balázs ·  Joseph Borg ·  Ján Figel' ·  Dalia Grybauskaitė ·  Danuta Hübner ·  Siim Kallas ·  Sandra Kalniete ·  Markos Kyprianou ·  Janez Potočnik ·  Pavel Telička
- Gemeinsame Normdatei: 17001200X
- International Standard Name Identifier: 0000 0001 0969 0448
- Library of Congress Control Number: n88657043
- Nationale Bibliotheek van Polen: a0000002412380
- Parlement.com: vgg61g6ce1jz
- Système universitaire de documentation: 204445035
- Virtual International Authority File: 47361079
- WorldCat: E39PBJmHD9BCrp6xV77qYy9Yyd